# Sindbjerg og Stovbjerg
Sindbjerg og Stovbjerg er en ganske anselig bakkeformation med to lyngdækkede toppe beliggende i et hedeområde nord for Sejs og Borre Sø, ca. 5 km sydøst for Silkeborg. Sindbjerg er 103 meter og Stovbjerg er 99 meter højt. Afstanden mellem de to bakketoppe er omtrent 400 m.

## Udsigt
Fra toppene er der en vidtstrakt udsigt især i syd og sydøstlig retning. Man ser hele sørækken fra Silkeborg til Himmelbjerget. Længst mod vest ses dele af Brassø. Lige overfor hæver den skovklædte Karoline Amalies Høj sig. Direkte mod syd er der udsigt over Borre Sø til Sønderskoven. Længere mod øst over Svejbæk Snævringen ses Knøsen, hvorfra man kan følge den skovdækkede bakkekam langs med Julsø til Himmelbjerget. 
Fra begge bakketoppe er der rig mulighed for at opleve den store tunnel- og smeltevandsdal, hvori Gudenåen løber. Sindbjerg og Stovbjerg regnes ligesom Himmelbjerget for at være såkaldte "falske bakker" – skrænter der er dannet, da isen borteroderede det nærliggende landskab.
Sindbjerg og Stovbjerg er synlige fra de fleste af områdets højdepunkter. 

## Navneoprindelse
Stednavnene "Sindbjerg" og "Stovbjerg" er nævnt første gang på Videnskabernes Selskabs kort fra 1781 og på et udskiftningskort fra 1795. Herefter forekommer de bl.a. i A.L. Drewsens dagbog "Fra og om Silkeborg” fra 1850, ligesom de figurerer på Mansas kort over Jylland fra 1860. I turisthåndbogen "Himmelbjergegnen" fra 1886 i beskrives den vidtstrakte udsigt for første gang. 
Forleddet i Sindbjerg kommer af det oldnordiske "sinder". Det betyder "slagger" (aske), som er restproduktet, når man laver trækul. Det kunne tyde på, at træerne på bakken en gang er blevet brugt til at lave trækul af. 
Det første led i Stovbjerg, der også ses med skriveformen Stoubjerg, er navneordet "stue". Der har altså muligvis været en dysse (jættestue) på eller ved bakken eller også har der til bakken (bjerget) været knyttet sagn eller forestillinger om en bolig (stue) for underjordiske væsener, hvilket falder godt i tråd med, at der er knyttet et sagn til stedet, hvor det fortælles at det er kæmpen Borkes grav.
Rent sprogligt er der en vis mulighed for, at forleddet i Stovbjerg kunne være "stub-", som netop er den nederste og rodfæstede del af et træ og som bliver tilbage når træet er fældet. Stovbjerg kan altså dermed ligesom Sindbjerg have været det sted, hvor man hentede stammer til milebrænding. Til at understøtte dette kan det nævnes, at A.L. Drewsen skriver i sin dagbog, at han en dag befandt sig i en i en kedel bag Sindbjerg, som lignede krateret på en udbrændt vulkan.

## Fredning
Indtil 1910 tilhørte Sindbjerg og Stovbjerg husmanden Johannes Madsen fra Nyløkke, hvorefter han solgte området til fabrikant Chr. Hammer (Hammers Klædefabrik) og redaktør Sophus Sørensen (Silkeborg Avis), der tillage var yderst aktiv i Silkeborg Turistforening. Prisen for området var 800 kr. for de 40 td. land., 
De nye ejere tog derefter initiativ til, at bakkerne blev fredet. I 1919 lod de tinglæse en servitut på arealerne, hvorefter de "ikke nogensinde må beplantes eller opdyrkes, idet de til alle tider skulle ligge som lynghøje". Redaktør Sofus Sørensen, der blev eneejer i 1923, sørgede for at højene blev holdt rene for bevoksning. 
På grund af fare for sommerhusbyggeri på heden nedenfor anmodede Silkeborg Turistforening i 1943 om, at fredningen også kom til at gælde Sejs Hede. Dette blev gennemført endeligt i 1947, hvor området også blev overtaget af redaktør Svend Sørensen og broderen bogtrykker Kaj Sørensen. 
Alligevel gik vedligeholdelse fra fredningsmyndighedernes side noget trægt. Først i 1964 efter at folketingsmand Viggo Hauch havde taget spørgsmålet op i Folketinget, kom der endelig tilsagn om et beløb, så skovvæsenets folk kunne gå aktivt ind arbejdet med vedligeholdelsen af området. 
Siden kom i 1969 en tillægskendelse, der gjorde, at man kunne afbrænde lyngen for at skabe bedre mulighed for ung vegetation. I 1974 blev de nedslidte stier for en stor del reetableret. I 1985 opsatte Amtsfredningskontoret hegn og naturtræsporte for at redde lyngen ved fåregræsning og samtidig holde løsgående hunde ude.

## Mindesten på Sindbjerg
På Sindbjerg står en mindesten over redaktør Sophus Sørensen for hans virke for fredningen, hvortil han også gav et klækkeligt kontantbeløb. Senere har hans efterkommere skænket bænkene, der står på toppen af bakkerne. 

## Sagn
Følgende sagn er ifølge A. L. Drewsen knyttet til Sindbjerg/Stovbjerg:
- "Snekholt og Rytterholt - Sinnesbjerg og Stoubjerg", hvor vi får folketraditionens forklaring baggrunden for Sindbjergs og Stovbjergs placering i landskabet og tillige på Svejbæk Snævringens fremkomst.

- "Kjæmpegraven i Borkesdal", hvor kæmpen Borke ligger begravet, så hans krop og ben danner højene i den dybe dal (Borkesdal) mellem Sindbjerg og Stovbjerg.

## Bevoksning
Den dominerende plantevækst er foruden hedelyng arter som revling, tyttebær, tormentil, gyvel, ene, bævreasp, bølget bunke og mange forskellige arter af mosser og laver.

## Links
- Om fredningen på fredninger.dk
- Overfredningsnævnets Kendelse af 13. marts 1947 vedrørende fredning af Sindbjerg og Stoubjerg Arkiveret 25. juli 2011 hos  Wayback Machine

- Udsigten mod Himmelbjerget fra Sindbjerg
- Skilt på toppen af Sindbjerg, der fortæller om fredningen

56°08′45″N 009°36′39″Ø / 56.14583°N 9.61083°Ø